# Snowdon (Metro Montreal)

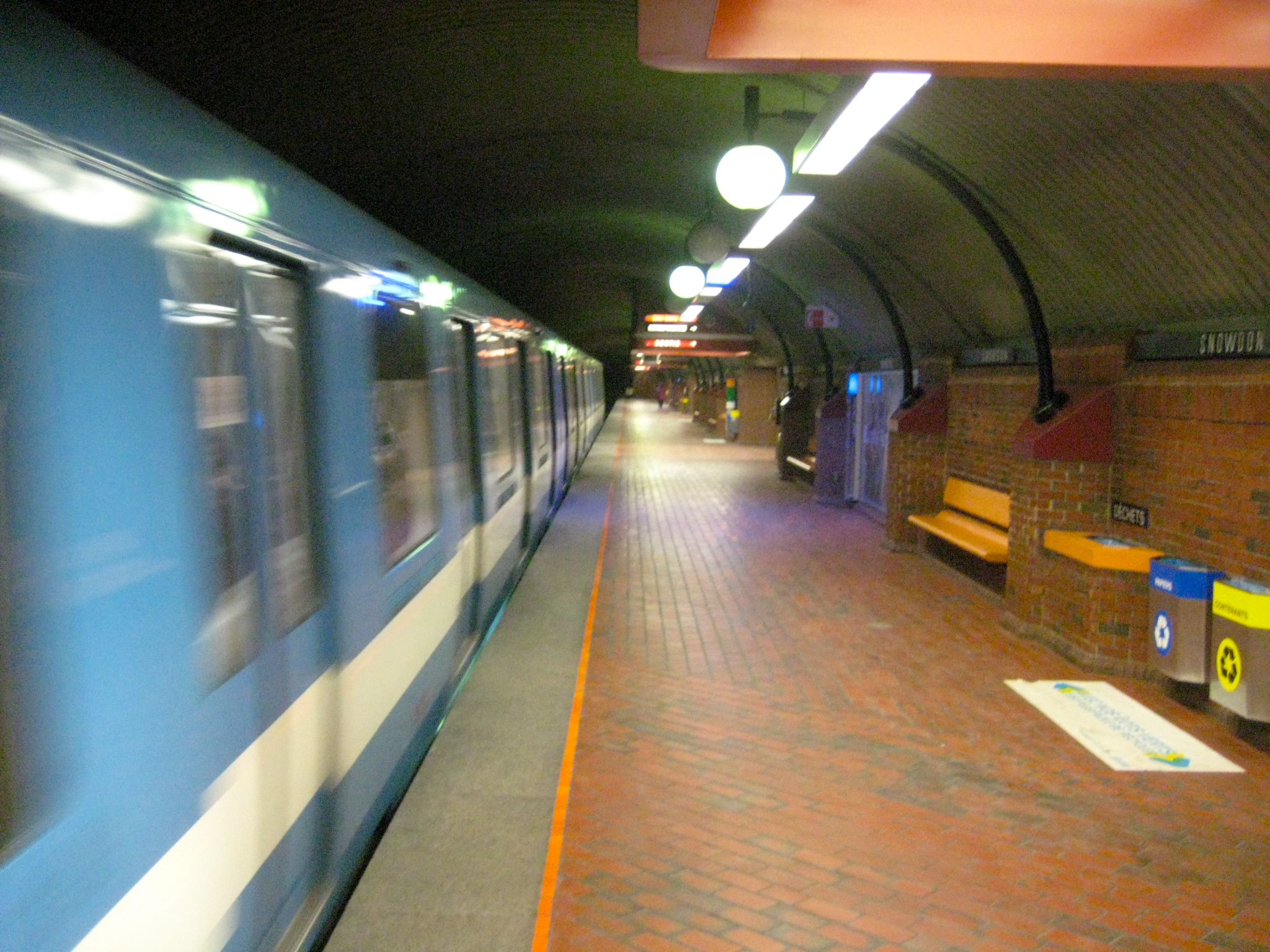
Bahnsteig der orangen Linie

Snowdon ist eine U-Bahn-Station in Montreal. Sie befindet sich im Arrondissement Côte-des-Neiges–Notre-Dame-de-Grâce an der Kreuzung von Chemin Queen-Mary und Avenue de Westbury. Hier verkehren Züge der orangen Linie 2, außerdem ist Snowdon die westliche Endstation der blauen Linie 5. Im Jahr 2019 nutzten 4.510.487 Fahrgäste die Station, was dem 24. Rang unter den insgesamt 68 Stationen der Metro Montreal entspricht; die zahlreichen Umsteiger sind in dieser Zahl nicht enthalten.

## Bauwerk

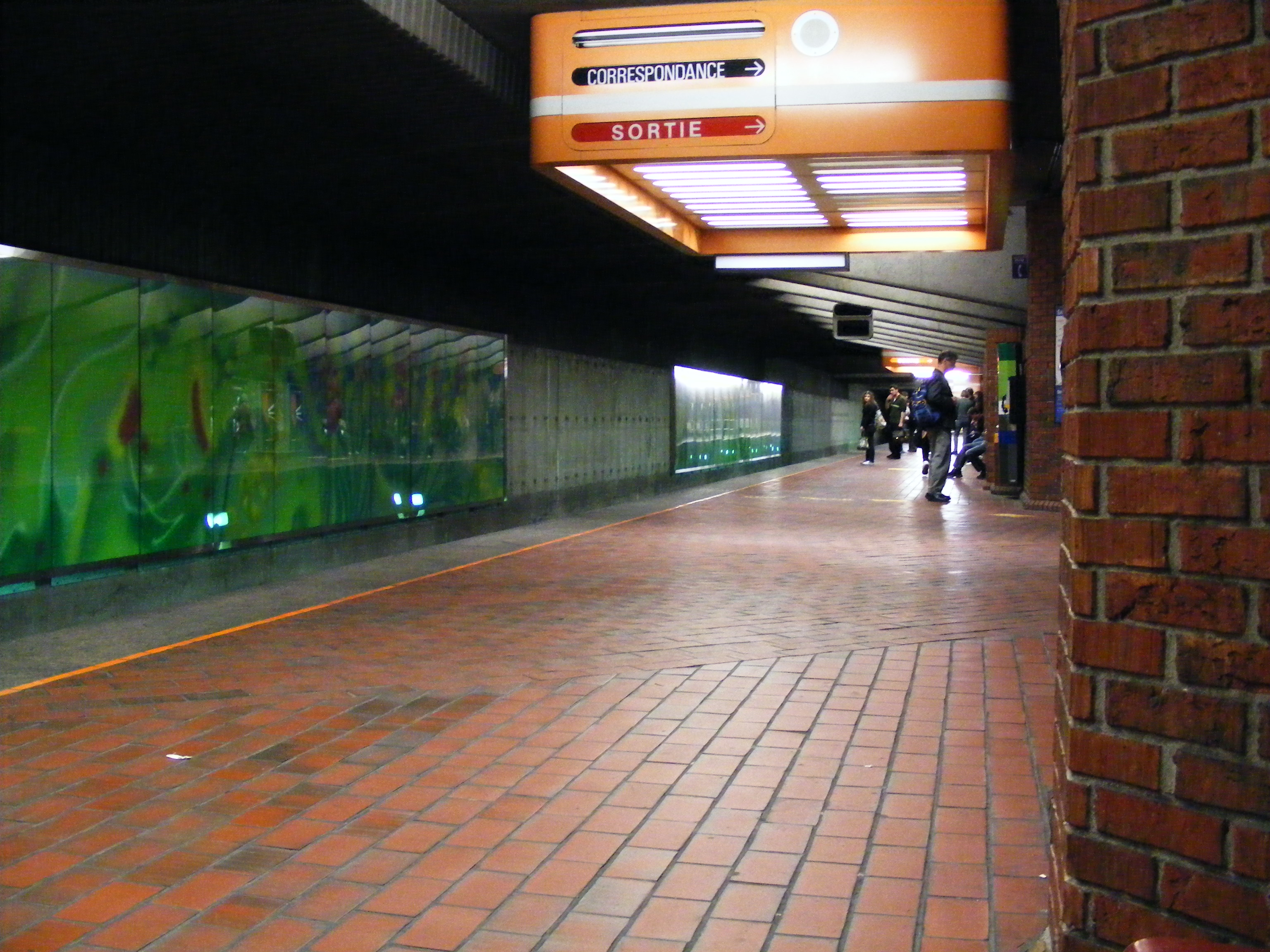
Bahnsteig der blauen Linie

Anordnung der Bahnsteige

Die von Jean-Louis Beaulieu entworfene Station entstand in Form dreier nebeneinander liegender Tunnel mit je zwei Ebenen. Auf der oberen Ebene in 19,5 Metern Tiefe halten die stadtauswärts fahrenden Züge der orangen Linie, außerdem kommen hier die Züge der blauen Linie an. Auf der unteren Ebene in 24,6 Metern Tiefe halten die Züge auf der orangen Linie in Richtung Stadtzentrum, darüber hinaus fahren hier die Züge der blauen Linie ab. Diese Anordnung erwies sich als ungünstig, da die meisten Umsteigevorgänge das Benutzen der Treppen erfordern. Grund dafür ist der fehlende südliche Streckenast der blauen Linie, der in den ursprünglichen Planungen noch enthalten war.
Die Entfernungen zu den benachbarten Stationen (jeweils von Stationsende zu Stationsanfang gemessen) sind wie folgt:
- Orange Linie: 693,00 Meter bis Côte-Sainte-Catherine und 884,41 Meter bis Villa-Maria
- Blaue Linie: 959,60 Meter bis Côte-des-Neiges[2]

Vom zentralen Verteilertunnel aus führen von Kronleuchtern beleuchtete Rolltreppen hinauf zur Eingangshalle. Diese ist in einem aus Ziegelsteinen errichteten, vierstöckiges Gebäude integriert, in dem sich Büros der Société de transport de Montréal (STM) befinden. Es bestehen Anschlüsse zu fünf Buslinien und zwei Nachtbuslinien der STM.

## Kunst

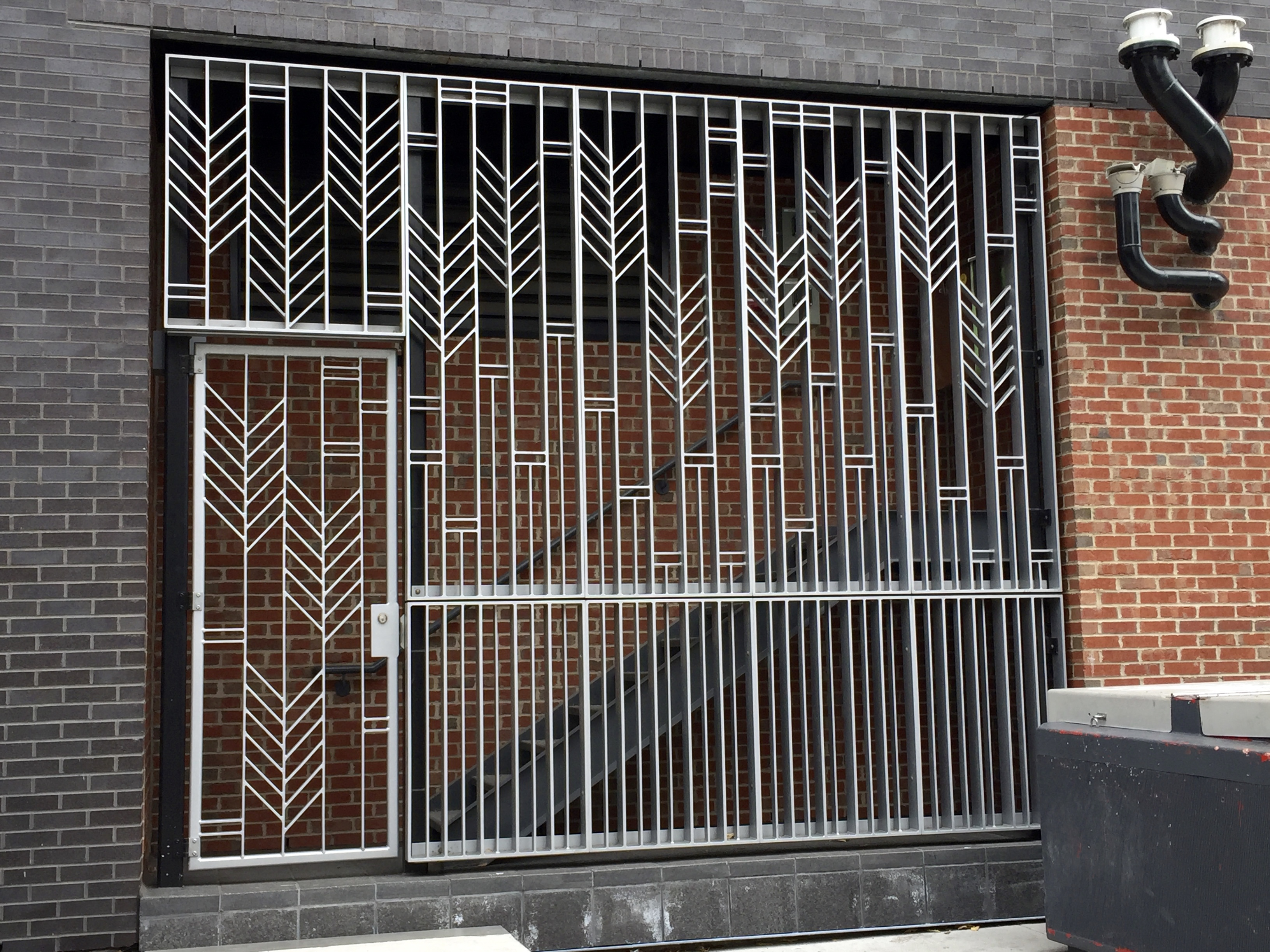
Lüftungsgitter

Verziert werden die Bahnsteige durch den Wandbildzyklus Les quatres saisons („Die vier Jahreszeiten“) von Claude Guité. Er umfasst vier Bilder von 152,2 Metern Länge und 2,4 Metern Höhe, die jeweils aus 50 bunt besprayten Betonplatten bestehen. Die Bilder Printemps („Frühling“), Été („Sommer“), Automne („Herbst“) und Hiver („Winter“) stellen in abstrakter Weise das Laub und das Wetter in jeder der vier Jahreszeiten dar. Auch der Architekt Jean-Louis Beaulieu betätigte sich künstlerisch und steuerte abstrakt geformte Lüftungsgitter bei sowie ein ähnlich gestaltetes Tor zu einem Betriebseingang.

## Geschichte
Die Eröffnung der Station erfolgte am 7. September 1981, als das Teilstück Place-Saint-Henri–Snowdon der orangen Linie in Betrieb ging. Knapp vier Monate später, am 4. Januar 1982, folgte das Teilstück nach Côte-Sainte-Catherine. Der Umsteigeknoten ging am 4. Januar 1988 mit der Eröffnung des Teilstücks Snowdon–Parc der blauen Linie in Betrieb. Auf unbestimmte Zeit zurückgestellt wurde die Verlängerung der blauen Linie von Snowdon aus südwestwärts nach Côte-Saint-Luc, Montréal-Ouest, Lachine und zum Flughafen Montréal-Trudeau. Namensgeber der Station ist der Stadtteil Snowdon, benannt nach einem lokalen Grundbesitzer.